# シャドーIT
シャドーIT（シャドーアイティー、英語: shadow IT）とは、企業・組織側が把握せずに従業員または部門が業務に利用しているデバイスやクラウドサービスなどの情報技術(IT)のことである。
一般的に企業・組織の情報は管理者が適切に管理している状態を保つ必要があり、情報システム部門は各業務部署に情報システムや情報機器を提供する形でIT活用を運用している。
スマートフォンやクラウドサービスの普及に伴い、従業員が個人所有の情報機器や外部のWebサービス、ネットワーク回線を利用する状況が広まり、企業や情報システム部門の目の届かないIT活用が増加した。
企業・組織が保有する重要情報が管理部門の管理外で利用されることになり、情報流出や、攻撃の踏み台になるなどの情報セキュリティ事故が懸念され、問題となっている。